# Ștertești, Alba
Ștertești este un sat în comuna Avram Iancu din județul Alba, Transilvania, România.